# دسمان (القويعية)
دسمان، هي قرية من فئة (ب) تقع في محافظة القويعية، والتابعة لمنطقة الرياض في السعودية. وتبعد دسمان عن محافظة القويعية بمسافة تقارب () كم.